# ليا ماكهيو
ليا ماكهيو (بالإنجليزية: Lia McHugh)‏ هي ممثلة أمريكية أشتهرت في فيلم ذا لودج  كما أنها ستؤدي دور سبرايت في فيلم الأبديون.

## وصلات خارجية
- ليا ماكهيو على موقع IMDb (الإنجليزية)
- ليا ماكهيو على موقع ميتاكريتيك (الإنجليزية)
- ليا ماكهيو على موقع روتن توميتوز (الإنجليزية)
- ليا ماكهيو على موقع ألو سيني (الفرنسية)
- ليا ماكهيو على موقع قاعدة بيانات الأفلام السويدية (السويدية)
- ليا ماكهيو على موقع قاعدة بيانات الفيلم (الإنجليزية)